# Zongoraverseny

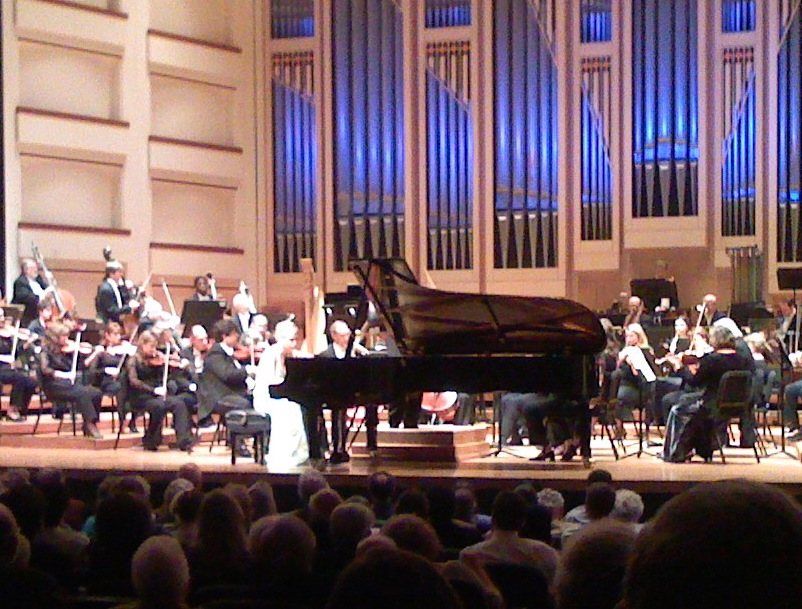
Zongoraverseny előadása koncerten

A zongoraverseny egy olyan versenyműtípus, ahol a szólózongora versenyez – helyesebben „felelget”, „vitatkozik” – a zenekarral.

## Története-kialakulása
A barokk korban a csembalóra írt versenymű ritkaságnak számított a vonós versenyművekhez képest. Nem létezett a klasszikus értelemben vett zongora, mint hangszer. A csembaló zongorához képest halk "ciripelő" hangja nehezen érvényesült a zenekar hangosabb hangzása mellett. A preklasszikus korban Johann Sebastian Bach és Georg Friedrich Händel is írt csembaló koncerteket, manapság ezeket gyakran zongorán adják elő. A csembaló előtérbe kerülése egybe esett azzal a korszakkal, amikor a kor zenéjében a continuo kezdett feleslegessé válni. Johann Christian Bach nevéhez már igen hatásos, jól szerkesztett csembalóra írt versenyek fűződnek.
A műfaj történetének legnagyobb fordulata a billentyűs hangszerek átalakulásával függ össze. A kalapács-szerkezetű zongora megjelenése, elterjedése élénkítőleg hatott versenyművek komponálására, mivel az új rendszerű hangszer nagyobb hangerővel és erőteljesebb hangszínnel rendelkezett.
Wolfgang Amadeus Mozart a műfaj klasszikus formájának megteremtője, mely forma a romantikus korban is meghatározó volt.

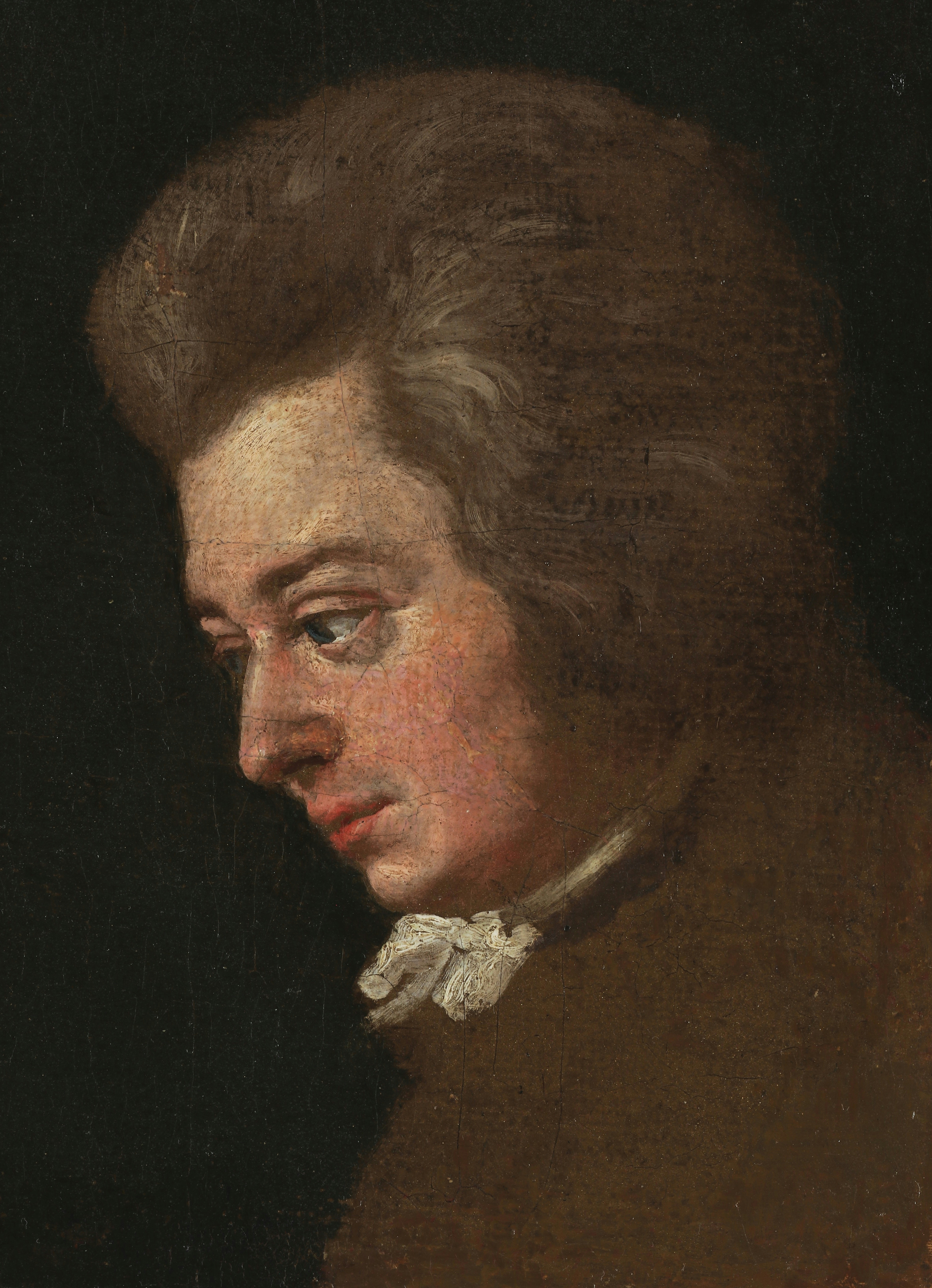
Mozart a zongoránál-Mozart sógora, Joseph Lange által készített befejezetlen portré 1782-ből

A zongoraversenyek fejlődésének útja a hegedűszerű komponálástól indul el: a korai művekben a szólóhangszer technikája a hegedűére emlékeztet. A forma ugyanaz, mint a hegedűversenyeké: három tételéből az első gyors tempójú szonátatétel, a második lassú darab, a finálé rondó formájú. Az 1776-ban írt három zongoraverseny az önálló műfajjá válása szempontjából jelentős haladást mutat.
Mozart azon 17 zongoraversenye, amelyek Bécsben keletkeztek, a 27 darabból álló sorozat legszignifikánsabb részét képezik, mivel itt forradalmasította a versenyművet, mint műfajt a szabad szimfonikus dimenziók hozzáadásával, és azzal, hogy a hangszerben rejlő összes lehetőséget kihasználta, illetve nem ütköztette soha a zenekarral. No 22. (K 482.) zongoraversenye mutatja legjobban azt a fejlődést, miképp lesz a valamikor könnyedebb, szerenádszerű műfajból szimfóniához hasonló, a szimfónia súlyosabb mondanivalóját hordozó kompozíció. A zongora szólama ezúttal már nem várja meg a zenekari bevezető végét, hanem az elején beleszól a témák alakításába. A középső és az utolsó tétel a korszak operazenéjének a hatását mutatja. A nyolcvanas években keletkezett zongoraversenyek nem sokban különböztek az Esz-dúr versenyműtől K. 482: Mozart megtartotta bennük a háromtételes szerkezetet, a Johann Christian Bachtól eltanult játékos-vidám hangvételt, de a zenekari hangzás a bécsi és a mannheimi iskola hatásáról tanúskodik, a hangszerelés során pedig jóval jelentősebb szerepet szán a fúvósoknak, a korábbiakhoz képest. Az 1784 után keletkezett művekben már a gáláns-szórakoztató hangvételt is elhagyta, mert így sokkal nagyobb drámai feszültséggel tudta megtölteni műveit. Az 1785–1786-ban írt művekben sokkal gyakoribbak a komorabb zenei fordulatok, a középső tételekben pedig megjelenik a románc hangvétel. Utolsó zongoraversenyében (K. 595 ) a virtuóz vonások már teljesen háttérbe szorultak, átadva a teret egy minden eddiginél bensőségesebb hangvételnek. Maynard Solomon szerint Mozart legnagyobb érdeme a zongoraversenyek terén, hogy mind a zeneértők, mind a zenéhez kevésbé értő udvari közönség igényeit ki tudja elégíteni műveivel.
Beethoven zongoraversenyeiben "demokratizálódott" a szóló zongora és a zenekar viszonya: a zongora uralkodik ugyan, de nem kormányoz. Utolsó két zongoraversenyében már teljes az egyensúly.
A romantikus zongoraversenyben a zongora egymaga akar mindent, telt és hatalmas hangjával pótolni akarja az zenekar hangzását. Néhány romantikus zeneszerző nem is túl ügyesen bánik a zenekari megoldásokkal (Frédéric Chopin, Robert Schumann).
Beethoven zongoraversenyeinek folytatói Johannes Brahms szimfonikus zongoraversenyei lettek. Ezekben a művekben zongora és zenekar nem választható már szét, szerves egységet alkotnak.

## A műfaj formai jellemzői
A klasszikus zongoraverseny formailag három részből áll
1. Expozíció - Gyors nyitó tétel, beleértve a kadenciát is.
2. Kidolgozás - Lassú, szabad, kidolgozású, expresszív tétel
3. Repríz - Gyors zárótétel, rondó

Az expozíció a tételen belül általában teljes egészében megismétlődik első megszólalásakor, így a három fő részre tagozódó forma végeredményben négyrészessé alakul.
1. Expozíció
2. Expozíció
3. Kidolgozás
4. Repríz

Az expozíció megismétlését a szerzők gyakran nem írják le, csak utalnak rá, helytelen előadó gyakorlat kapcsán így sokszor elhagyják az előadásban, pedig az expozíció megismétlésére szükség van. A bécsi mesterek és sokan mások mindig kiírták egymás után a két expozíciót, mert itt, és ebben válik el a versenymű klasszikus típusa a közönséges szonáta-formától. A két, lényegében azonos tartalmú rész különbözőképpen van megvalósítva. Az elsőt a zenekar szólaltatja meg, felcsendül benne a tétel főtémája, de még nem kezdődik meg a rokon hangnemekbe való átmenet, majd következik a második, kissé variált bevezetés, melyben a szóló hangszer és a zenekar egymást kiegészítve, váltakozva szerepel.
Mozart és Beethoven gyakran követte ezt a modellt, de az is előfordult, hogy nem. A 4. zongoraverseny utolsó tétele például kadenciát tartalmaz. Számtalan zeneszerző rengeteg újítást vezet be a szerkezettel, tagolással kapcsolatosan. Liszt Ferenc zongoraversenyeiben például a tételek között nem tartja meg a szünetet, vagy Pjotr Iljics Csajkovszkij a 3. zongoraversenyébe (1893) csak egy rövid egyszeres expozíciót komponál (Allegro brillante).

## Klasszikus és romantikus korszak
Számos zeneszerző volt egyben virtuóz zongorajátékos is. Wolfgang Amadeus Mozart úgynevezett akadémiákon csillogtatta képességeit.

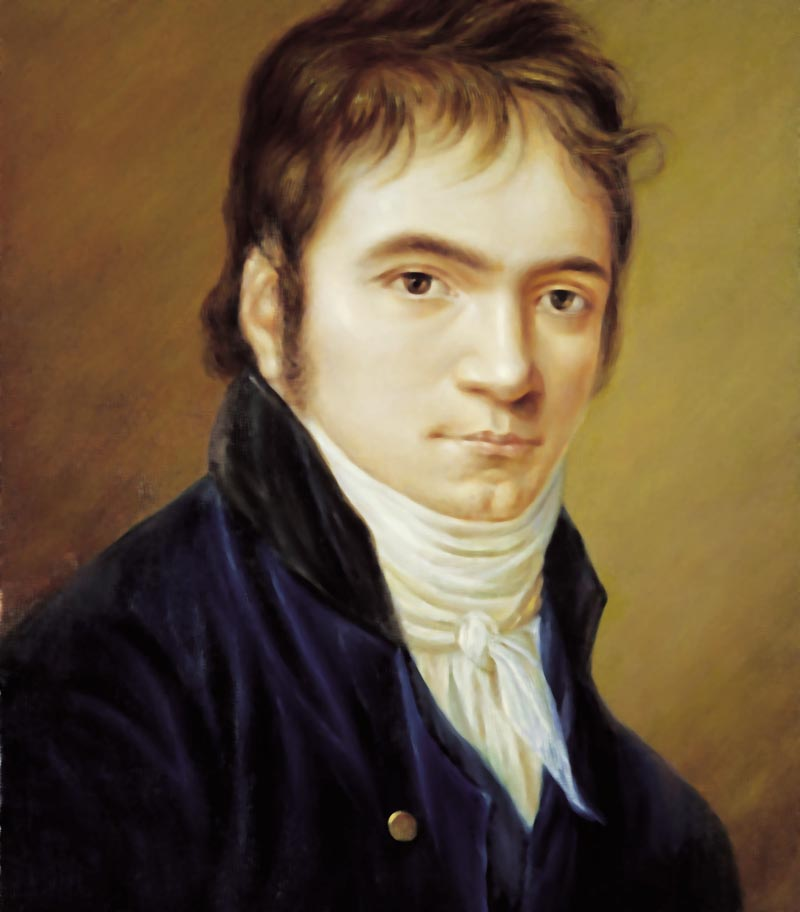
Beethoven 1803-ban

Zongoraversenyeiről részletesen: Wolfgang Amadeus Mozart fő művei 3.1 Zongoraversenyek
Briliáns játékosok voltak a zeneszerzők közül:
- Ludwig van Beethoven, 7 versenyművet írt eredetileg zongorára és zenekarra:
  - Az úgynevezett 0. zongoraversenyt (Esz-dúr) 13 - 14 éves korában írta, melynek csak a zongorapartitúráját találták meg Beethoven halála után.
  - 1. zongoraverseny (C-dúr), op. 15, 1795–1801,
  - 2. zongoraverseny (B-dúr), op. 19, 1788–1801,
  - 3. zongoraverseny (c-moll), op. 37, 1800–1803,
  - 4. zongoraverseny (G-dúr), op. 58, 1804–1807,
  - 5. zongoraverseny (Esz-dúr), op. 73, 1809,
  - Karfantázia - zongorára, kórusra és zenekarra (c-moll) op. 80. 1808–1809
  - Hegedűversenyét (op. 61.) is átdolgozta zongoraversennyé 61.a opusszámmal.

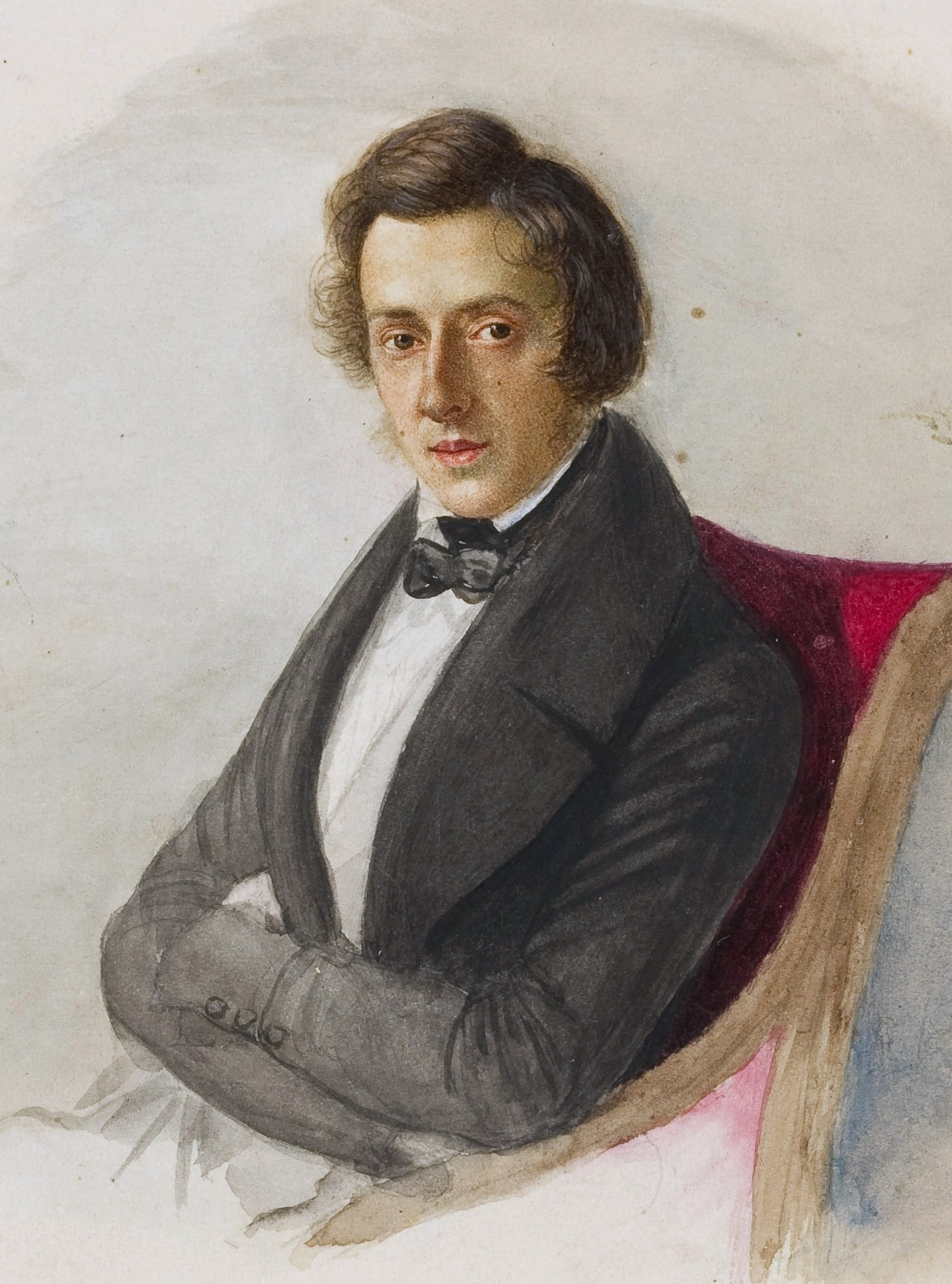
Maria Wodzińska: Chopin, 1835-ben

- Frédéric Chopin 6 szóló zongorára és zenekarra írt versenyműve ismert:
  - Variációk Mozart Don Giovanni című operájának (Don Giovanni és Zerlina) I. felvonásbeli "Là ci darem la mano" kezdetű duettjére - zongorára és zenekarra, Op. 2., 1827. ,Joseph Wölfl

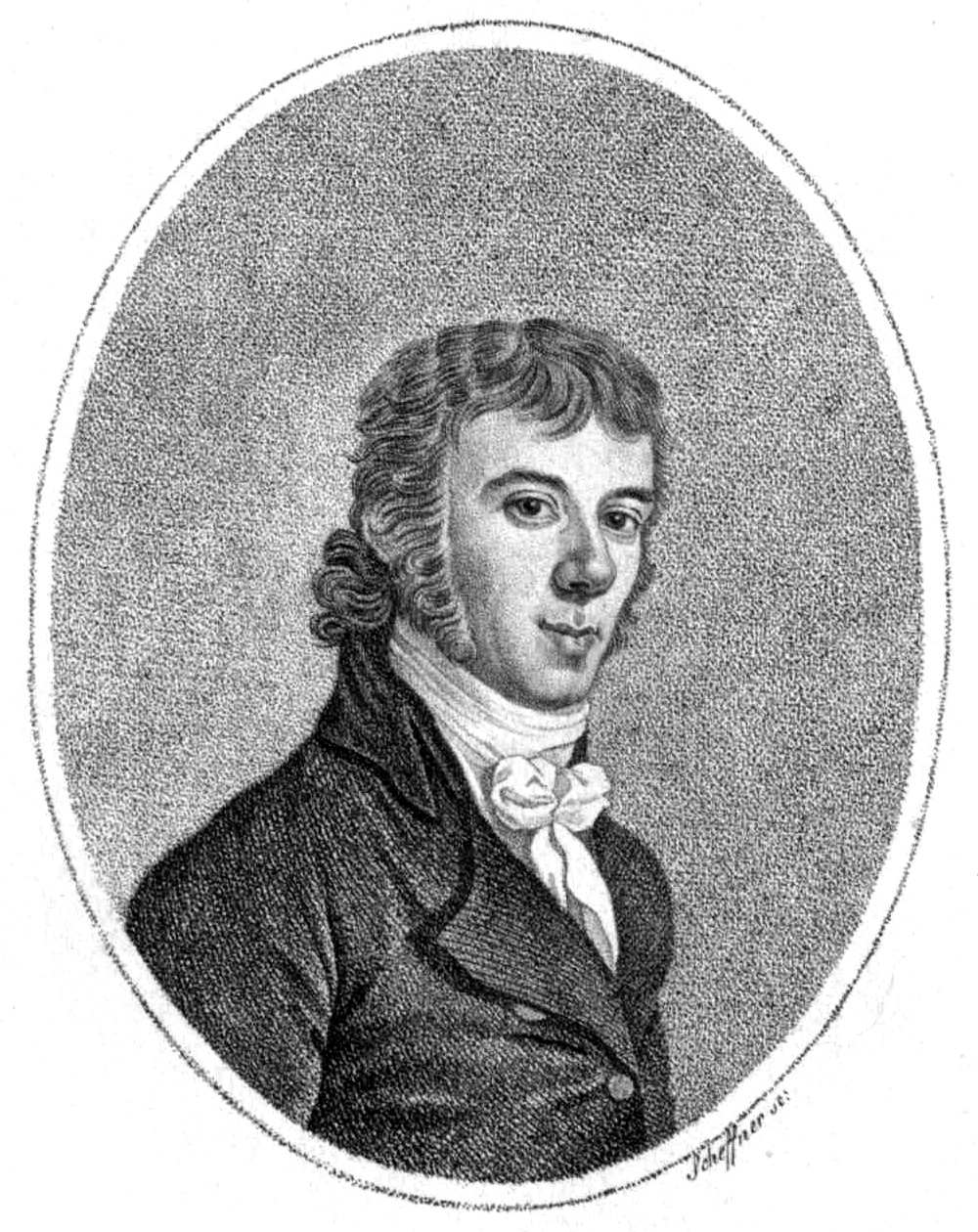
Joseph Wölfl

Liszt Ferenc 1824-ben

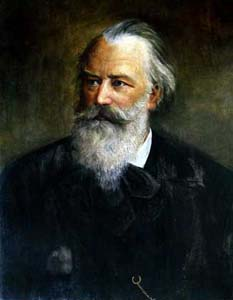
Johannes Brahms

- - Zongoraverseny No. 1., e-moll, Op. 11.1830.
  - Fantázia lengyel témákra, A dúr,  Op. 13., 1828.
  - Rondo à la Krakowiak, F dúr , op. 14. 1828.
  - Zongoraverseny No. 2., f-moll. Op. 21.,1829.
  - Andante spianato et grande polonaise brillante, E dúr, Op. 22.1830 - 1831.
- Robert Schumann 1 zongoraversenye ismert: Zongoraverseny, a-moll, Op. 54 1841-1845,
- Johann Nepomuk Hummelnek a zongorára és zenekarra írt versenyművei opusszám szerint a következők: 
  - Op. 36, Zongoraverseny No. 1., C dúr (Bécs, 1811. körül). (Ismert még Op. 34a számon is),
  - Op. 56, Rondo brilliant zongorára és zenekarra, A dúr,
  - Op. 85, Zongoraverseny No. 2., a moll,
  - Op. 89, Zongoraverseny No. 3., b moll,
  - Op. 97, Variaciók zongorára és zenekarra, F dúr,
  - Op.. 110, Zongoraverseny No. 4., E dúr,
  - Op. 113, Zongoraverseny No. 5., A dúr,
  - Op. 115, Variaciók zongorára és zenekarra Das Fest der Handwerker témára, B dúr,
  - Op. 127, Nagy Posthumus zongoraverseny, F dúr (kiadták Londonban 1853-ban)
  - Op. post. 1. – Zongoraverseny,F dúr

vagy a kevésbé ismertek:
- Joseph Wölfl, 6 zongoraversenye ismert:
  - 1. zongoraverseny op. 20 G-dúr 1802-1803
  - 2. zongoraverseny op.26
  - 3. zongoraverseny op.32 F-dúr
  - 4. zongoraverseny "A csend" op. 36 G-dúr 1808
  - 5. zongoraverseny "Nagy Katona koncert"' op. 43 C-dúr 1799?
  - 6. zongoraverseny "A kakukk" op. 49 D-dúr, kiadva 1811
- Carl Maria von Weber 3 zenekarra és szólózongorára írt műve ismert:
  - C-dúr zongoraverseny, op. 11 1810
  - Esz-dúr zongoraverseny, op. 32 1812
  - f-moll hangversenydarab, op. 79 1821.
- John Field,
- Ferdinand Ries,
- Franz Xaver Wolfgang Mozart 2 zongoraversenye közismert:
  - 1. C-dúr zongoraverseny, op. 14
  - 2. Esz-dúr zongoraverseny, op. 25

Az érett és késői romantika korának híres alkotói és zongorajátékosai:
- Edvard Grieg 1 zongoraversenyt komponált: Zongoraverseny, a-moll (Op. 16.) 1868,
- Johannes Brahms két zongoraverseny szerzője:
  - 1. zongoraverseny, d-moll, op. 15 1859
  - 2. zongoraverseny, B-dúr, op. 83 1881,
- Camille Saint-Saëns 6 szóló zongorára és zenekarra írt műve ismert:
  - Concerto pour piano (1., D-dúr zongoraverseny), op. 17.
  - Concerto pour piano n° 2 en sol mineur (2., g-moll zongoraverseny), op. 22.
  - Concerto pour piano n° 3 (3., Esz-dúr zongoraverseny), op. 29.
  - Concerto pour piano n° 4 en ut mineur (4., c-moll zongoraverseny), op. 44.
  - Concerto pour piano n° 5 (5., F-dúr zongoraverseny, „Egyiptomi”), op. 103.
  - Rapsodie d'Auvergne pour piano et orchestre, op. 73.,
- Liszt Ferencnek 9 szóló zongorára és zenekarra írt versenyműve ismert:
  - Grande Fantaisie Symphonique (Nagy szimfonikus fantázia) S.120, 1834
  - Malediction  (Átok) S.121, 1833
  - Fantasie über Beethovens Ruinen von Athen (Fantázia Beethoven Athén romjai című művének témájára) S.122, [első/második változat] 1837?, 1849
  - Fantasie über ungarische Volksmelodien (Magyar fantázia) S.123, 1852
  - 1., Esz-dúr zongoraverseny [első/második változat] S.124, 1849, 1856
  - 2., A-dúr zongoraverseny [első/második változat] S.125, 1839, 1849
  - 3. zongoraverseny S.125a, 1836–1839
  - Totentanz (Haláltánc) S.126, 1849, 1859
  - Zongoraverseny „magyar stílusban” S.126a, 1885,
- Pjotr Iljics Csajkovszkij 5 zongorára és zenekarra írt műve a következő:
  - 1. zongoraverseny (b-moll) Op.23.–1874–1875
  - 2. zongoraverseny (G-dúr) Op.44. – 1879–1880
  - Koncertfantázia (zongora-zenekar) Op.56. – 1884
  - 3. zongoraverseny (Esz-dúr) Op.75.– 1893
  - Andante és Finale Op.79. (zongora és zenekar, a hangszerelést Tanyejev fejezte be) – 1893,
- Szergej Rachmaninov szóló zongorára és zenekarra írt művei a következők:
  - 1. zongoraverseny (fisz-moll) Op. 1. 1891
  - 2. zongoraverseny (c-moll) Op. 18. 1901
  - 3. zongoraverseny (d-moll) Op. 30. 1909
  - 4. zongoraverseny (g-moll) Op. 40. 1926
  - Rapszódia egy Paganini témára (a-moll) op 43. 1934,
- Antonín Dvořák g-moll zongoraversenye, Op.33, 1876 ismert,
- Franz Xaver Scharwenka.

Edward Elgar is készített vázlatokat egy zongoraversenyhez, de sohasem fejezte be a művet. Henry Litolff művében elmosódik a határ a zongoraverseny és a szimfónia között. (Concerto Symphonique). Ferruccio Benvenuto Busoni példaképének három zeneszerzőt tekintett: Bachot, Beethovent és Lisztet. 1904-ben született zongoraversenyében mind a három szerző stílusjegyei felismerhetők, de találkozhatunk benne Csajkovszkijra utaló motívumokkal, még beilleszt a műbe egy férfi kórust, így az utolsó tétel az egy óra hosszú. Zongoraversenye csak egy nagyszabású, posztromantikus mű, amellyel túl akart tenni Liszt, Anton Grigorjevics Rubinstejn, Csajkovszkij és az összes többi, nagy romantikus zeneszerző virtuóz zongoraversenyén. Wilhelm Furtwängler Szimfonikus concerto zongorára és zenekarra című alkotása is tovább tart, mint egy óra.
Néhány zongoraverseny kifejezett programzenei alakot vesz fel. Ilyenek: Ludwig van Beethoven: Karfantázia, Liszt Ferenc Haláltánc és Richard Strauss: Burleske - csak néhány a több száz ilyen munkából.

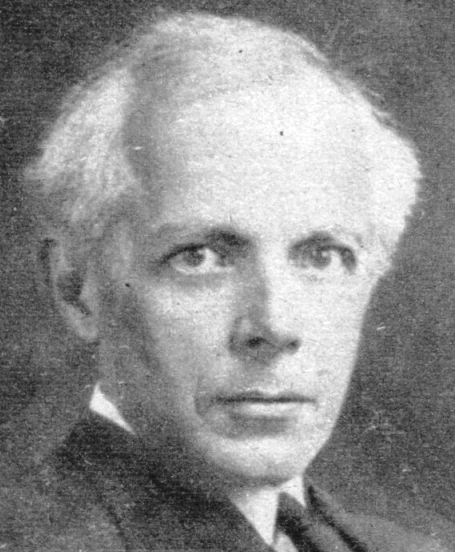
Bartók Béla

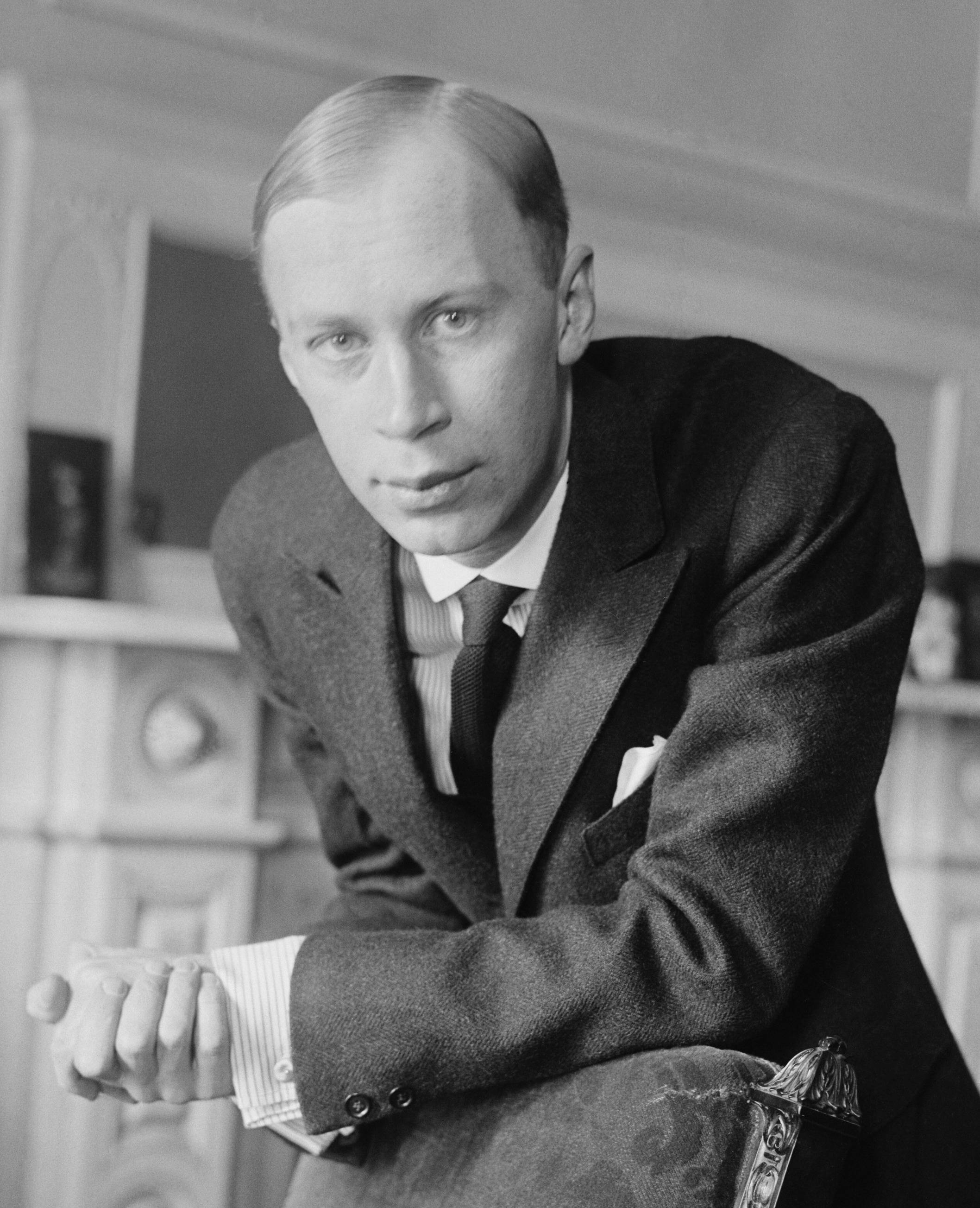
Szergej Prokofjev

## 20. századiés kortárs időszak
A zongoraverseny formáját, mint műfajt megtartotta a 20. századi és kortárs komolyzene is.
Ismertebb szerzők:
- Arnold Schönberg,
- Bartók Béla,
- Igor Stravinsky,
- Szergej Szergejevics Prokofjev zongoraversenyei az alábbiak:
- - I. (Desz-dúr) zongoraverseny, op. 10., 1911- 1912,
- - II. (g-moll) zongoraverseny, op. 16., 1913, revízió: 1923.,
- - III. (C-dúr) zongoraverseny, op. 26., 1917- 1921.,
- - IV. (B-dúr) zongoraverseny balkézre, op. 53., 1931.,
- - V. (G-dúr) zongoraverseny, op. 55., 1935
- Nyikolaj Grigorjevics Kapusztyin,
- Nikolai Medtner,
- Alexander Tcherepnin,
- Maurice Ravel,
- George Gershwin,
- Michael Tippett,
- Charles Wuorinen,
- York Bowen,
- Frank Martin,
- Bohuslav Martinů,
- Peter Mieg,
- Heinrich Sutermeister,
- Dmitrij Dmitrijevics Sosztakovics,
- Samuel Barber,
- Witold Lutosławski,
- Gian Francesco Malipiero,
- Peter Mennin,
- Ligeti György,
- Elliott Carter,
- Selim Palmgren,
- Leroy Anderson,
- Behzad Ranjbaran,
- Lou Emma Diemer.

## Versenyművek két, vagy több zongorára
Két zongorás versenyművet írt:
- Johann Sebastian Bach 2-4 zongorára, BWV 1060-1065, valójában csembaló versenyművek, de gyakran zongorán adják elő.
- Wolfgang Amadeus Mozart két zongorás versenyművei: Lodron-koncert K. 242 (eredetileg három zongorára és zenekarra íródott, Mozart később két zongorás változatra írta át). valamint a 10. zongoraverseny) K. 365,
- Felix Mendelssohn Bartholdy kettőt, (1823, 1824)
- Max Bruch (1912)
- Bartók Béla (1927,1932), (Szonáta két zongorára és ütőhangszerekre),
- Francis Poulenc (1932),
- Arthur Benjamin (1938)
- Peter Mieg (1939, 1941),
- Darius Milhaud (1941, 1951),
- Bohuslav Martinů (1943),
- Ralph Vaughan Williams (kb. 1946),
- Roy Harris (1946),
- Gian Francesco Malipiero (két mű, mindkettő 1957),
- Walter Piston (1959),
- Luciano Berio (1973),
- Harald Genzmer (1990).

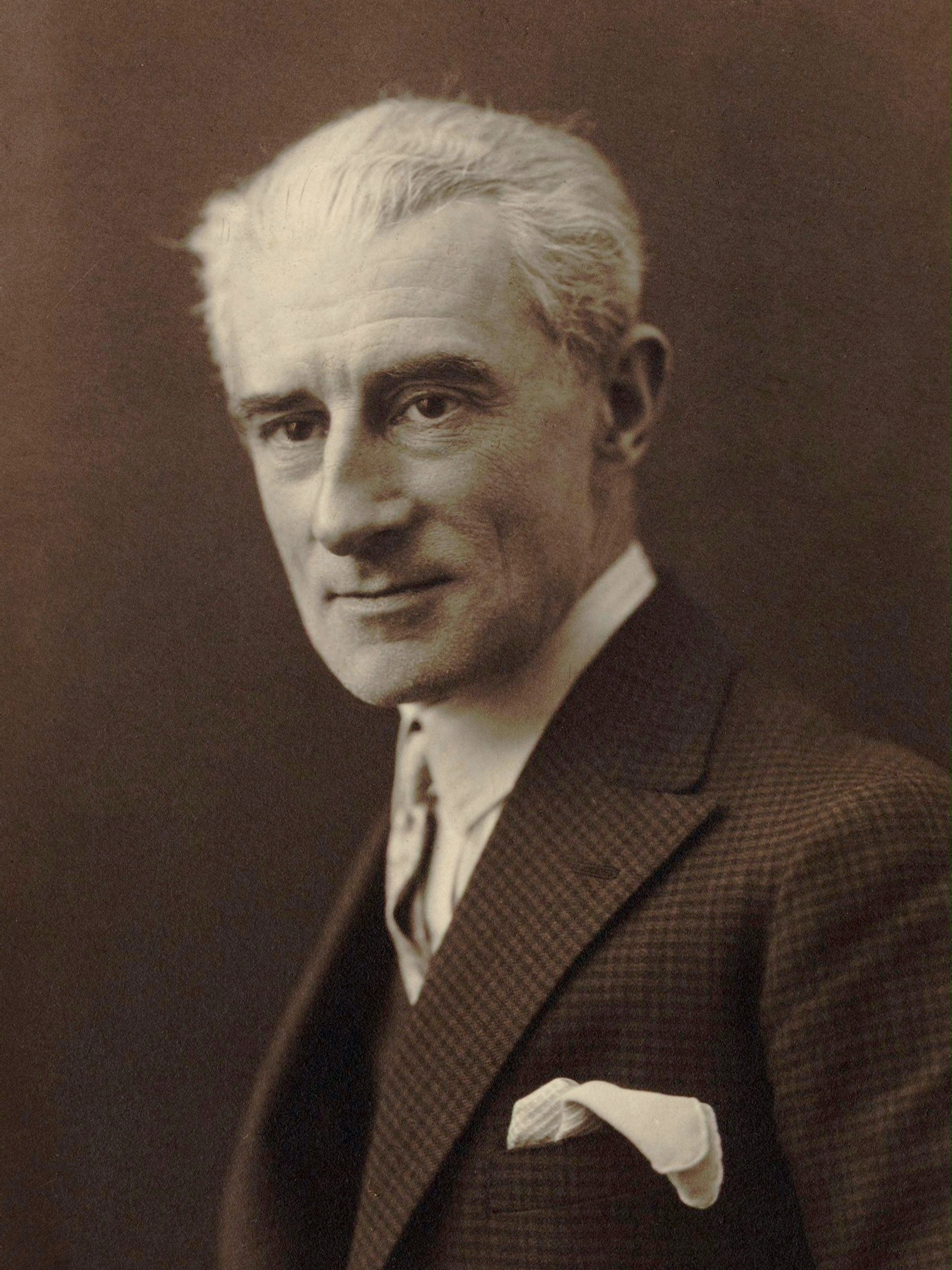
Maurice Ravel (1925)

A több mint két zongorára és zenekarra írt versenyművek lényegesen ritkábbak, de előfordulnak:
- Johann Sebastian Bach 2-4 zongorára, BWV 1060-1065, valójában csembaló versenyművek, de gyakran zongorán adják elő.
- Wolfgang Amadeus Mozart a Lodron-koncert, K. 242 eredetileg három zongorára és zenekarra íródott.
- Carl Czerny Concerrto négy zongorára és zenekarra, op. 230),
- Morton Gould Találmányok négy zongorára és zenekarra, (1954),
- Peter Racine Fricker Concertante három zongorára, üstdobra, és vonós hangszerekre (1954).

## Zongoraversenyek bal kézre
A német Paul Wittgenstein, zongoraművész az I. világháborúban részlegesen elvesztette jobb karját, zenei karrierjét féltő számos zeneszerző írt neki zongoraversenyt bal kézre. Hasonló sorsú a cseh Otakar Hollmann, akinek a jobb karja sérült súlyosan a háborúban.
Bal kézre zongoraversenyt komponáló szerzők:
- Bortkiewicz,
- Britten,
- Paul Hindemith,
- Leoš Janáček,
- Erich Wolfgang Korngold,
- Bohuslav Martinů,
- Szergej Szergejevics Prokofjev,
- Maurice Ravel,
- Franz Schmidt,
- Richard Strauss.

## Fordítás
- Ez a szócikk részben vagy egészben a Piano Concerto című angol Wikipédia-szócikk ezen változatának fordításán alapul.  Az eredeti cikk szerkesztőit annak laptörténete sorolja fel. Ez a jelzés csupán a megfogalmazás eredetét és a szerzői jogokat jelzi, nem szolgál a cikkben szereplő információk forrásmegjelöléseként.
- Ez a szócikk részben vagy egészben a Andante spianato et grande polonaise brillante című angol Wikipédia-szócikk fordításán alapul.  Az eredeti cikk szerkesztőit annak laptörténete sorolja fel. Ez a jelzés csupán a megfogalmazás eredetét és a szerzői jogokat jelzi, nem szolgál a cikkben szereplő információk forrásmegjelöléseként.
- Ez a szócikk részben vagy egészben a Fantasy on Polish Airs (Chopin) című angol Wikipédia-szócikk fordításán alapul.  Az eredeti cikk szerkesztőit annak laptörténete sorolja fel. Ez a jelzés csupán a megfogalmazás eredetét és a szerzői jogokat jelzi, nem szolgál a cikkben szereplő információk forrásmegjelöléseként.,
- Ez a szócikk részben vagy egészben a Rondo à la Krakowiak (Chopin) című angol Wikipédia-szócikk fordításán alapul.  Az eredeti cikk szerkesztőit annak laptörténete sorolja fel. Ez a jelzés csupán a megfogalmazás eredetét és a szerzői jogokat jelzi, nem szolgál a cikkben szereplő információk forrásmegjelöléseként..
- Ez a szócikk részben vagy egészben a Variations on "Là ci darem la mano" (Chopin) című angol Wikipédia-szócikk fordításán alapul.  Az eredeti cikk szerkesztőit annak laptörténete sorolja fel. Ez a jelzés csupán a megfogalmazás eredetét és a szerzői jogokat jelzi, nem szolgál a cikkben szereplő információk forrásmegjelöléseként.
- Ez a szócikk részben vagy egészben a List of compositions by Johann Nepomuk Hummel című angol Wikipédia-szócikk fordításán alapul.  Az eredeti cikk szerkesztőit annak laptörténete sorolja fel. Ez a jelzés csupán a megfogalmazás eredetét és a szerzői jogokat jelzi, nem szolgál a cikkben szereplő információk forrásmegjelöléseként.